# 1460年
| 千纪： | 2千纪 |
| 世纪： | 14世纪 \| 15世纪 \| 16世纪                                                                                 |
| 年代： | 1430年代 \| 1440年代 \| 1450年代 \| 1460年代 \| 1470年代 \| 1480年代 \| 1490年代                           |
| 年份： | 1455年 \| 1456年 \| 1457年 \| 1458年 \| 1459年 \| 1460年 \| 1461年 \| 1462年 \| 1463年 \| 1464年 \| 1465年 |
| 纪年： | 庚辰年（龙年）；明天顺四年；李添保武烈元年；越南天兴二年，光順元年；日本長祿四年，寬正元年                 |

## 大事记
- 8月3日——蘇格蘭斯圖亞特王朝國王詹姆斯二世去世，其子詹姆斯三世繼承王位。
- 奧斯曼帝國占领摩里亚。

## 逝世
- 8月3日——詹姆斯二世，苏格兰斯图亚特王朝国王，蘇格蘭國王詹姆斯一世之子。
- 11月13日——航海者恩里克王子，又譯作亨利王子，葡萄牙和阿爾加爾維國王若昂一世的第三子，杜阿爾特一世之弟，為歐洲地理大發現奠定基石的核心人物。